# Mareuil-sur-Lay-Dissais (tổng)
Tổng Mareuil-sur-Lay-Dissais là một tổng, nằm ở tỉnh Vendée trong vùng Pays de la Loire.

## Các xã
Tổng Mareuil-sur-Lay-Dissais bao gồm các xã sau:
- Mareuil-sur-Lay-Dissais (thủ phủ): 2 580 người (2004)
- Bessay: 378 người (2004)
- La Bretonnière-la-Claye: 488 người (1999)
- Château-Guibert: 1 107 người (1999)
- Corpe: 724 người (1999)
- La Couture (Vendée): 161 người (1999)
- Moutiers-sur-le-Lay: 541 người (1999)
- Péault: 489 người (2004)
- Les Pineaux: 448 người (1999)
- Rosnay (Vendée): 491 người (2005)
- Sainte-Pexine: 217 người (2004)